# Pascal Burke
Pascal Burke (* 19. Juni 1932; † Februar 2001 in Dublin) war ein irischer Snookerspieler, der 1974 irischer Amateurmeister wurde und zwischen 1982 und 1993 Profispieler war.

## Karriere

### Anfänge als Amateur
Im Jahr 1974 wurde Burke durch einen 7:1-Sieg über Paddy Milley irischer Amateurmeister im Snooker. Im selben Jahr nahm er an der in Irland ausgetragenen Amateurweltmeisterschaft teil, wo er nach dem Überstehen der Gruppenphase und einem Sieg über Mohammed Lafir am Waliser Geoff Thomas scheiterte. Im Spiel um den dritten Platz gelang ihm ein 4:2-Sieg über Eddie Sinclair. Nur wenige Tage später nahm er als einer von fünf Amateuren an den professionellen Norwich Union Open teil, jedoch verlor er direkt sein Auftaktspiel gegen den damaligen Weltmeister Ray Reardon. 1976 nahm er nochmals an der Amateurweltmeisterschaft teil, bei der aber mit nur zwei Siegen aus sieben Spielen in der Gruppenphase ausschied. Zur Saison 1982/83, als neben der Snookerweltmeisterschaft nach und nach auch andere Turniere als Weltranglistenturniere gewertet wurden, wurde Burke Profispieler.

### Erste Profijahre
Burke bestritt im Rahmen der irischen Profimeisterschaft sein erstes Profispiel, was er mit 2:6 gegen Eugene Hughes verlor. Kurz darauf wurde er als einziger irischer Spieler zum Irish Masters eingeladen, wo er mit 0:5 gegen Tony Meo verlor. Zum Saisonende verlor er mit 9:10 gegen den Australier Paddy Morgan sein Auftaktspiel in der Qualifikation für die Snookerweltmeisterschaft. Durch diese Ergebnisse war er auf der Weltrangliste auf keinem Platz gelistet.
Nachdem Burke zum Auftakt der nächsten Saison bereits eine weitere Auftaktniederlage erlitten hatte, gewann er mit 5:4 gegen Geoff Foulds beim Professional Players Tournament sein erstes Profispiel, schied jedoch anschließend gegen Joe Johnson aus. Nach zwei verhaltenen Turnieren besiegte er in  der Qualifikation für die Snookerweltmeisterschaft seinen Landsmann Billy Kelly und anschließend den Engländer Bob Harris, ehe er in der letzten Qualifikationsrunde an Mike Hallett scheiterte. Dennoch blieb Burke auf der Weltrangliste ungelistet.
Zum Auftakt der Saison 1984/85 erreichte er die Runde der letzten 80 der International Open, ehe er gegen Steve Newbury ausschied. Anschließend zog er mit einem 5:3-Sieg über Mike Darrington in die Hauptrunde vom Grand Prix ein – womit er Ranglistenpunkte sammelte, um dort mit 1:5 an Tony Meo zu scheitern. Jedoch folgte eine drei Turniere umfassende Serie von Auftaktniederlagen, die erst mit einem 6:4-Sieg über Tony Kearney bei der irischen Profimeisterschaft gebrochen wurde. Nachdem er anschließend mit 0:6 an Alex Higgins gescheitert war, verlor er sein Auftaktspiel in der WM-Qualifikation mit 3:10 gegen Steve Newbury. Durch den Einzug in die Hauptrunde des Grand Prix wurde er in der kommenden Saison erstmals auf der Weltrangliste gelistet, der 86. Platz stellte dabei auch die höchste Weltranglistenplatzierung seiner Karriere dar.

### Jahre um den 100. Weltranglistenplatz
Burke startete mit drei Auftaktniederlagen in die Saison 1985/86, sodass er erst beim Classic sein erstes Spiel gewann. Nach diesem 5:3-Sieg über Dennis Hughes schied er direkt danach aus und verlor auch die nächsten beiden Auftaktpartien. Erst zum Saisonende – im Rahmen der irischen Profimeisterschaft – gewann er wieder ein Spiel, er besiegte seinen Landsmann Paddy Browne mit 5:4, ehe er eine Runde später gegen Eugene Hughes verlor. Auf der Weltrangliste rutschte er aus den besten hundert Spielern heraus und war in der kommenden Saison auf dem 104. Weltranglistenplatz gelistet.
Zu Beginn der nächsten Saison zog Burke mit Siegen über Jack Fitzmaurice und Tony Jones in die Runde der letzten 64 der International Open ein, in der er mit 0:5 gegen Cliff Thorburn verlor. Nachdem er beim Grand Prix die Runde der letzten 96 erreicht hatte, verlor er sein Auftaktspiel bei der UK Championship mit 0:9 gegen Mike Watterson, nachdem Burke zu acht Frames nicht antrat und einen Frame mit 51:61 verlor. Beim Classic profitierte er erst von der kampflosen Aufgabe von Jim Bear, ehe er mit 0:5 an Warren King scheiterte. Nachdem er mit einem Sieg über Patsy Fagan bei der irischen Profimeisterschaft das Viertelfinale erreicht und dort gegen Paddy Browne verloren hatte, profitierte er bei den British Open von der kampflosen Aufgabe Eddie McLaughlins, ehe er am Engländer George Scott scheiterte. Zum Saisonabschluss unterlag er in der Qualifikation für die Snookerweltmeisterschaft mit 5:10 Bill Oliver. Auf der Weltrangliste verbesserte er sich auf den 97. Platz.
Nachdem Burke zum Start in die Saison 1987/88 sein Auftaktspiel bei den International Open gegen Jackie Rea verloren hatte, besiegte er beim Grand Prix den Waliser Clive Everton, ehe er an dessen Landsmann und Ex-Weltmeister Ray Reardon scheiterte. Das Spiel gegen Everton sollte für Burke das einzige Spiel der Saison sein, was er gewann. Alle kommenden Saisonspiele verlor er, sodass er am Ende nur eins von acht Spielen gewann. Dennoch verlor er auf der Weltrangliste nur acht Plätze und belegte in der kommenden Saison den 105. Platz.

### Letzte Profijahre
Noch ernüchternder als die vorherige Saison verlief die Saison 1988/89: Während der gesamten Saison konnte Burke kein einziges Spiel aus eigener Kraft gewinnen, bei den British Open profitierte er immerhin von der kampflosen Aufgabe des Engländers Paul Gibson. Des Weiteren verlor er zwei Mal mit 0:9 und ein weiteres Mal mit 0:10, sodass er am Ende der Saison nur 25 von 98 Frames gewonnen hatte. Daraus resultierte ein Absturz auf den 124. Weltranglistenplatz.
Mit der nächsten Saison fuhr Burke seine Aktivität stark zurück; statt bei dreizehn Turnieren meldete er sich nur noch bei drei Turnieren überhaupt erst an. Sein erstes Saisonturnier war das erste Event der WPBSA Non-Ranking-Serie 1989, wo er erst vom kampflosen Ausscheiden seines Landsmannes Billy Kelly profitierte und dann Jon Wright besiegte, ehe er an David Taylor scheiterte. Des Weiteren nahm er am Dubai Classic, wo er sein Auftaktspiel mit 0:5 gegen Mick Price verlor, und an der Qualifikation für die Snookerweltmeisterschaft teil, in der er direkt mit 4:10 Jackie Rea unterlag.  Auf der Weltrangliste verlor er weitere dreizehn Plätze, sodass er in der darauffolgenden Saison auf dem 137. Platz gelistet war.
Auch in der Saison 1990/91 nahm Burke an genau drei Turnieren teil. Beim International One Frame Shoot-out, bei dem jedes Spiel nur über einen Frame ging, verlor er mit 0:94 nach Punkten gegen Nigel Bond, kurz darauf unterlag er David Greaves mit 0:5 bei der Benson and Hedges Satellite Championship. Zum Ende der Saison verlor er in der ersten Qualifikationsrunde für die Snookerweltmeisterschaft mit 4:10 gegen Jonathan Birch. Diese Niederlage stellte für Burke das letzte Profispiel seiner Karriere dar. Obwohl er in der folgenden Saison auf dem 149. Platz gelistet war und in der Saison 1992/93 – auch wenn ohne Weltranglistenplatzierung – offiziell noch Profi war, bestritt er keine Spiele mehr. Zum Saisonende 1992/93 verlor er seinen Profistatus. Im Februar 2001 starb er in einem Dubliner Krankenhaus.

## Erfolge
| Ausgang         | Jahr | Turnier                       | Finalgegner  | Ergebnis |
| --------------- | ---- | ----------------------------- | ------------ | -------- |
| Amateurturniere |      |                               |              |          |
| Sieger          | 1974 | Irische Snooker-Meisterschaft | Paddy Milley | 7:1      |